# Vera Lúcia de Miranda Guarda
Vera Lúcia de Miranda Guarda (née le 10 février 1963), docteure en sciences pharmaceutiques brésilienne, présidente de la chaire UNESCO pour l'éducation, la science et la culture sur l'eau, les femmes et le développement au Brésil. 

## Biographie
Vera Lúcia de Miranda Guarda est née le 10 février 1963 à Tarumirim, au Brésil. En 1981, elle commence à suivre les cours de l'École de pharmacie de l'Université fédérale d'Ouro Preto. En 1992, elle devient présidente de la conférence de cette université. En 1994, elle fréquente l'Université Joseph Fourier en France pour son  doctorat en sciences pharmaceutiques 1,4-benzothiazinones et thiazolidinones substituées : synthèse, étude structurale et activité antibactérienne,,. Elle participe à plusieurs projets et recherches pharmaceutiques au sein de l'Université d'Ouro Preto de 1992 à 2018,. 
En octobre 2019, elle organise pour les Rencontres nationales des comités de bassins hydrographiques (ENCOB) le séminaire Encontro « Mulheres das águas » fortalecendo o papel das mulheres nos comitês de bacias hidrográficas.

## Fonction auprès de l'UNESCO
En 2006, l'Université d'Ouro Preto signe une convention pour créer la chaire UNESCO sur l'eau, les femmes et le développement au Brésil et en confie la présidence à Vera Lúcia de Miranda Guarda. En février 2012, elle inscrit le complément d'enseignement, de recherche et de vulgarisation NuCát à cette chaire de l'UNESCO. 
Le comité qui anime cette chaire vise à développer les ressources en eau et l'éducation des femmes. Il souhaite inscrire son action dans une politique de développement durable à travers des disciplines variées et en établissant des liens entre les différents groupes socio-économiques et les organisations non gouvernementales. Il se concentre sur le développement économique et l'indépendance des femmes, dans l'espoir que celles-ci obtiennent un pouvoir de choix égal à celui des hommes, dans les décisions qui les affectent elles et leurs familles. L'organisation informe à la fois les hommes et les femmes sur les avantages que présente l'égalité entre hommes et femmes.